# 星海广场 (大连市)
38°52′52″N 121°34′58″E / 38.88111°N 121.58278°E

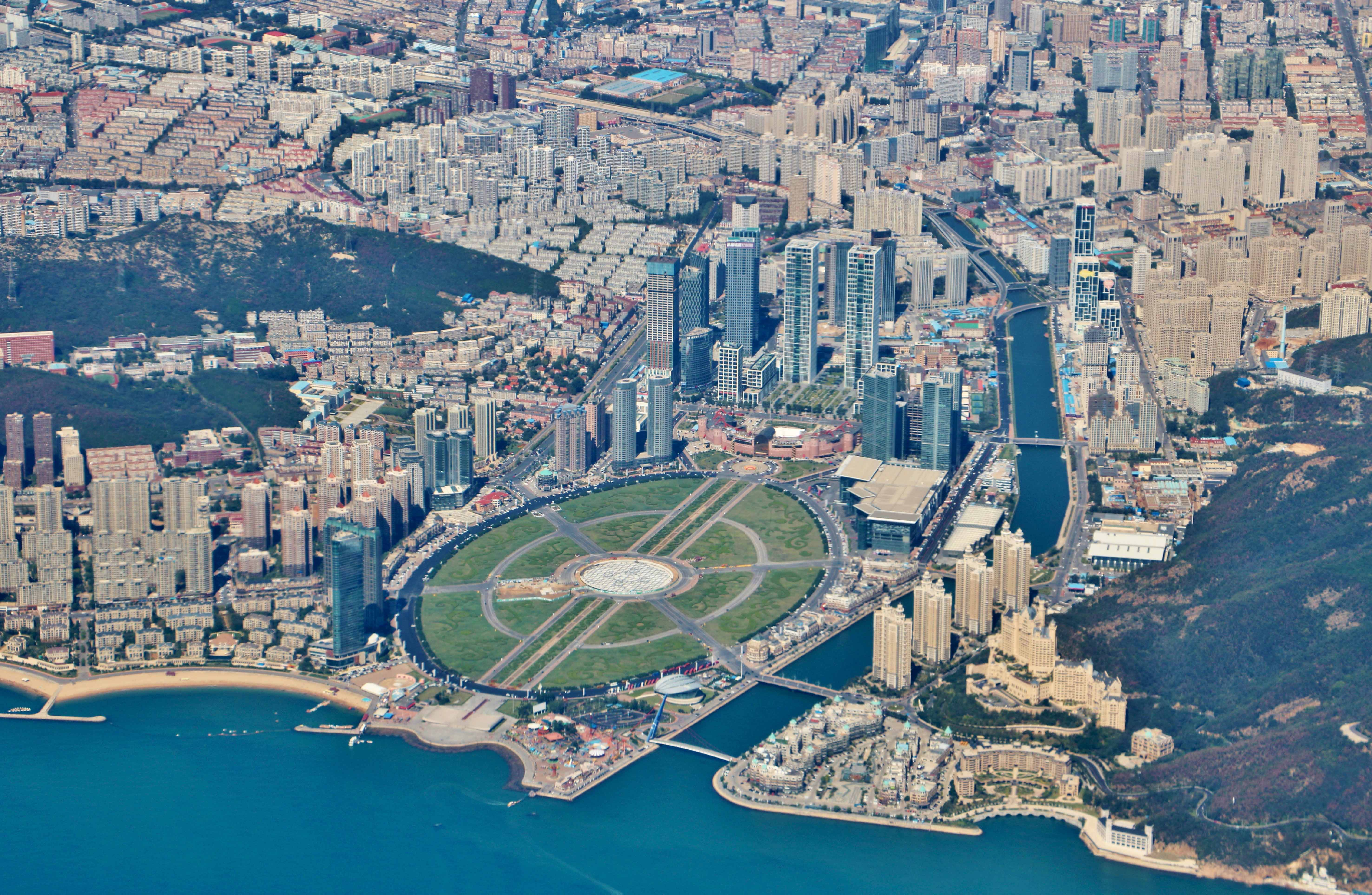
星海广场航拍

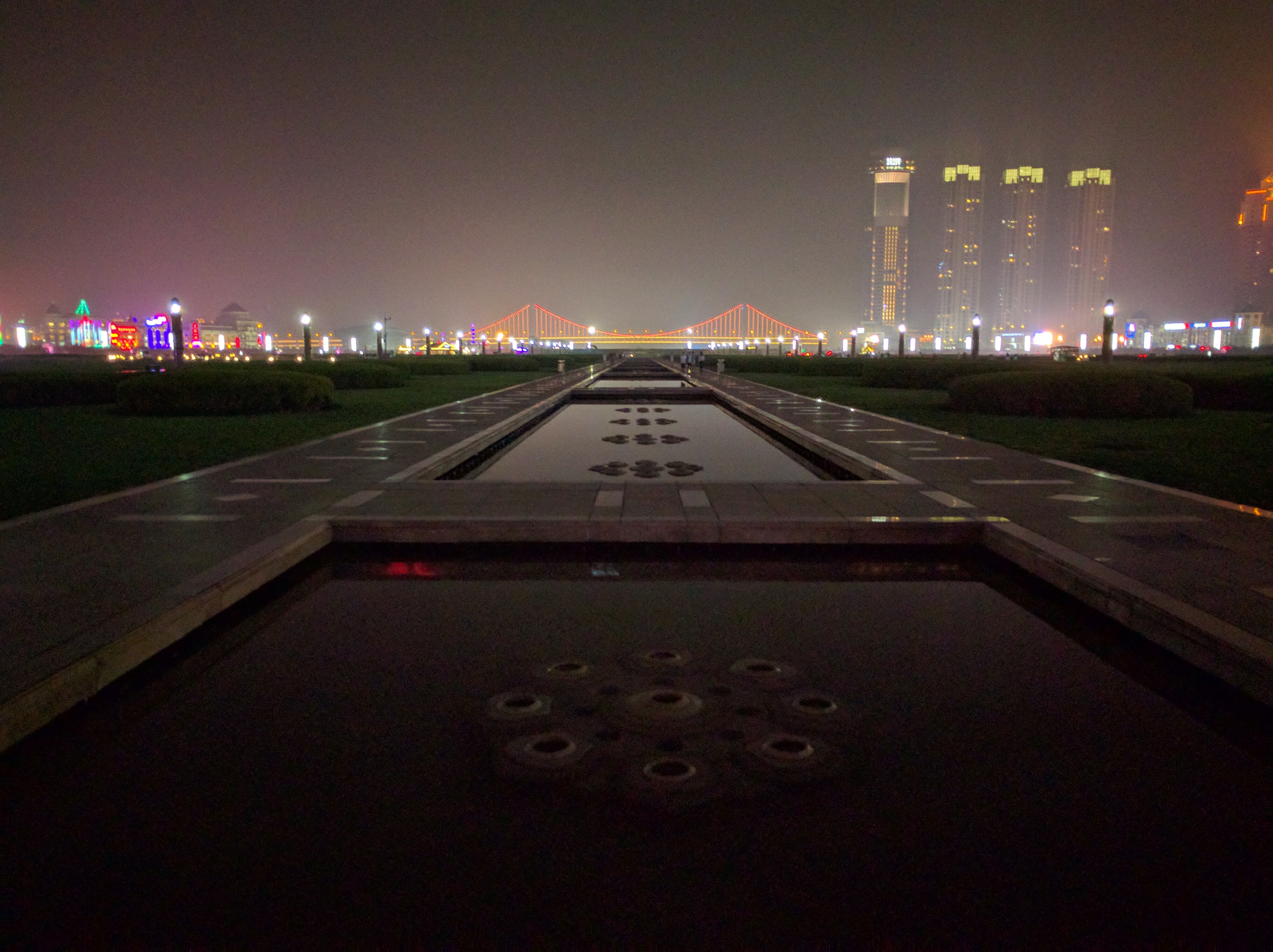
大连市星海广场

星海广场是世界最大的城市广场，位于中国辽宁省大连市沙河口区，是大连市的城市标志之一。

## 历史
星海广场的前身是星海湾的废弃盐场，其改造工程启幕于1993年7月16日，大连市人民政府利用建筑垃圾填海造地114公顷，开发土地62公顷，形成了包括草坪、喷泉、车道等设施在内的总占地面积达176万平方米的亚洲最大城市公用广场。该工程竣工于1997年6月30日，当时广场中央设有中国最大的汉白玉九龙华表，用以纪念香港回歸；其中心的广场面积4.5万平方米。广场内园直径199.9米，外圆直径239.9米。 
星海广场南临星海湾，北面是会展中心，距离中央大道中心点各有500米；环绕星海广场四周，绿茵遍地，大型音乐喷泉玲琅满目，且面临蔚蓝大海，以及百年城雕和含1,000个真人踩出的足迹浮雕群等。
星海广场周边曾建有会展中心等大型建筑，及大连君悦酒店、大连一方城堡豪华精选酒店等多家豪华酒店。星海广场区域长年开展大连国际服装节、大连国际啤酒节博览会、马拉松等许多大型文化活动。现南侧有人造沙滩海水浴场、游艇俱乐部，广场北部座落着大连国际会议展览中心，大连市体育馆、大连市游泳馆。广场东部聚集了大量中、高档餐饮娱乐店肆。
2016年8月5日凌晨，星海广场中央的汉白玉九龙华表被拆除。
2023年，大连市宣布拟拆除星海广场中的大连国际会展中心，后于2024年2月拆除过程中发生事故，致4人死亡。至2025年星海国际会展中心主体建筑已完全拆除。

## 星海广场周边风景

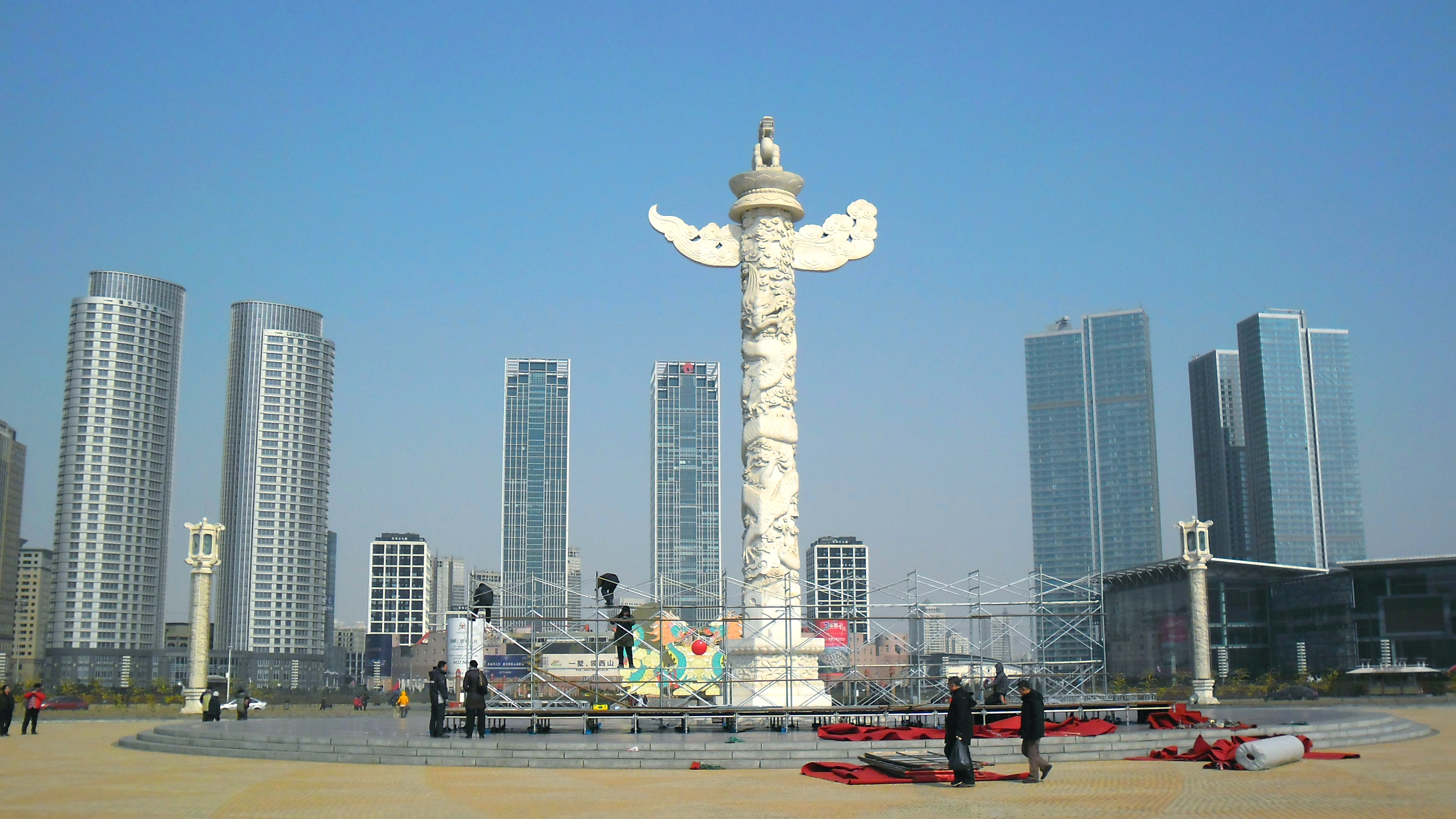
汉白玉九龙华表(已拆除)
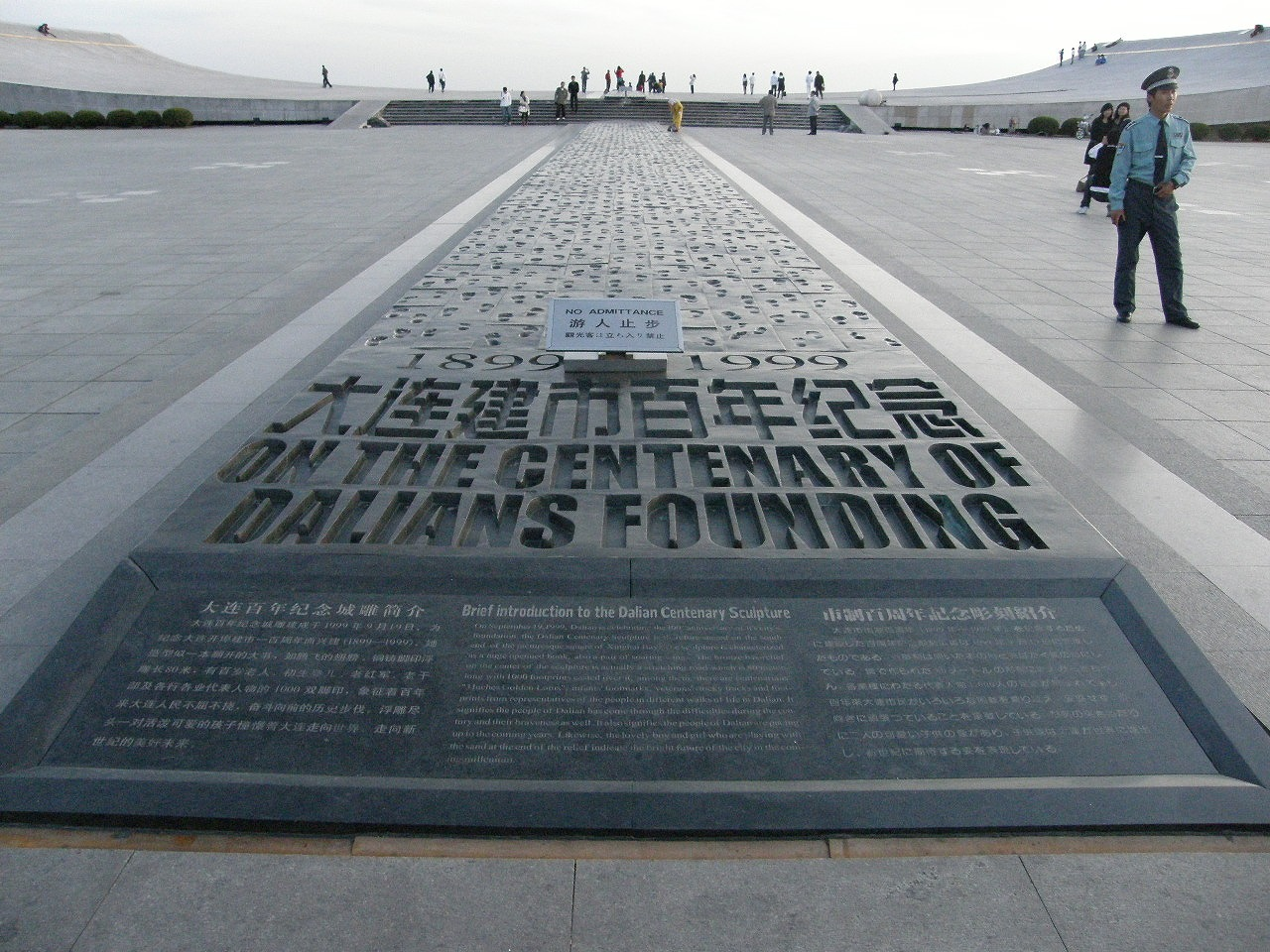
百年城雕
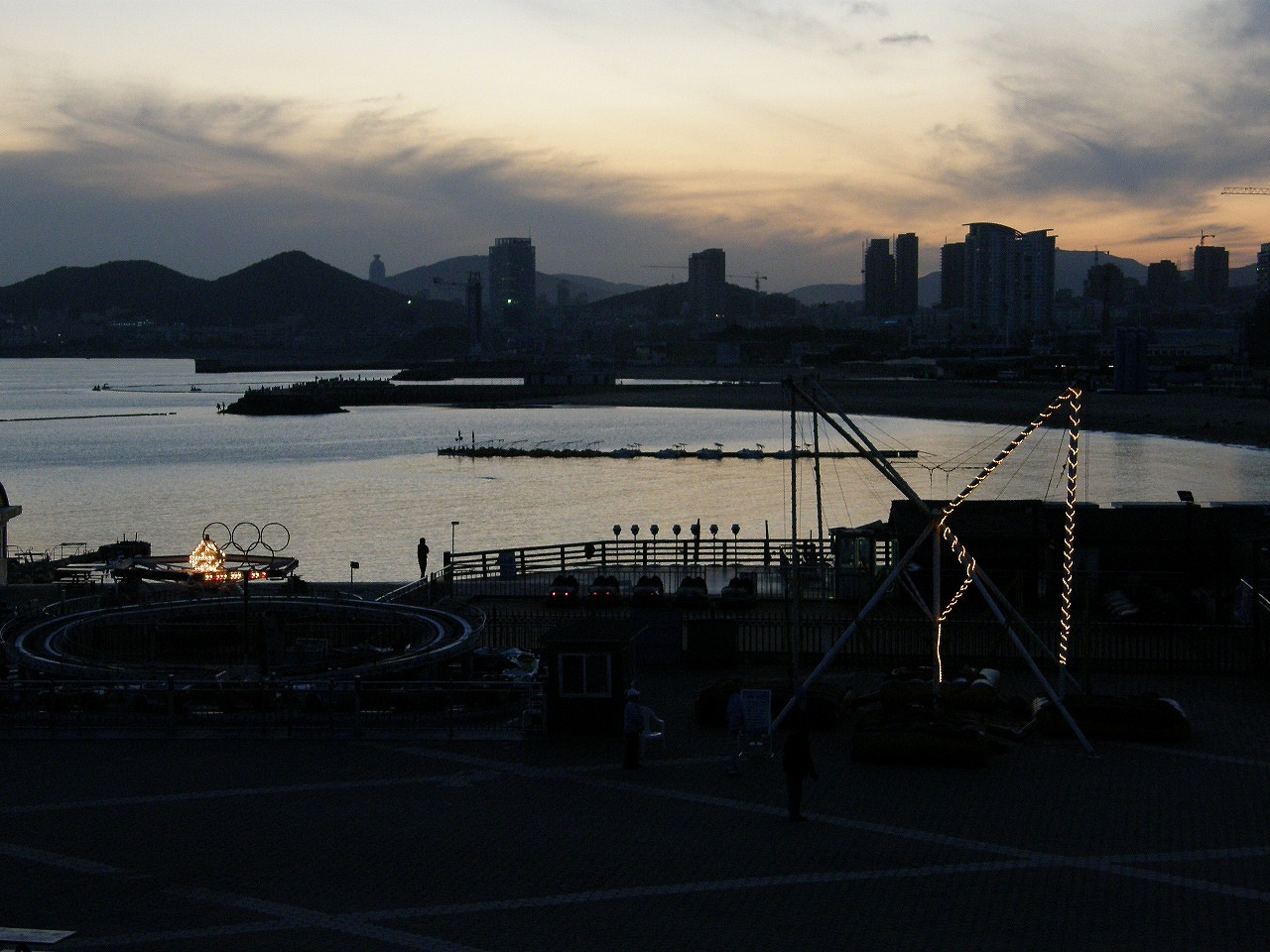
星海广场海景
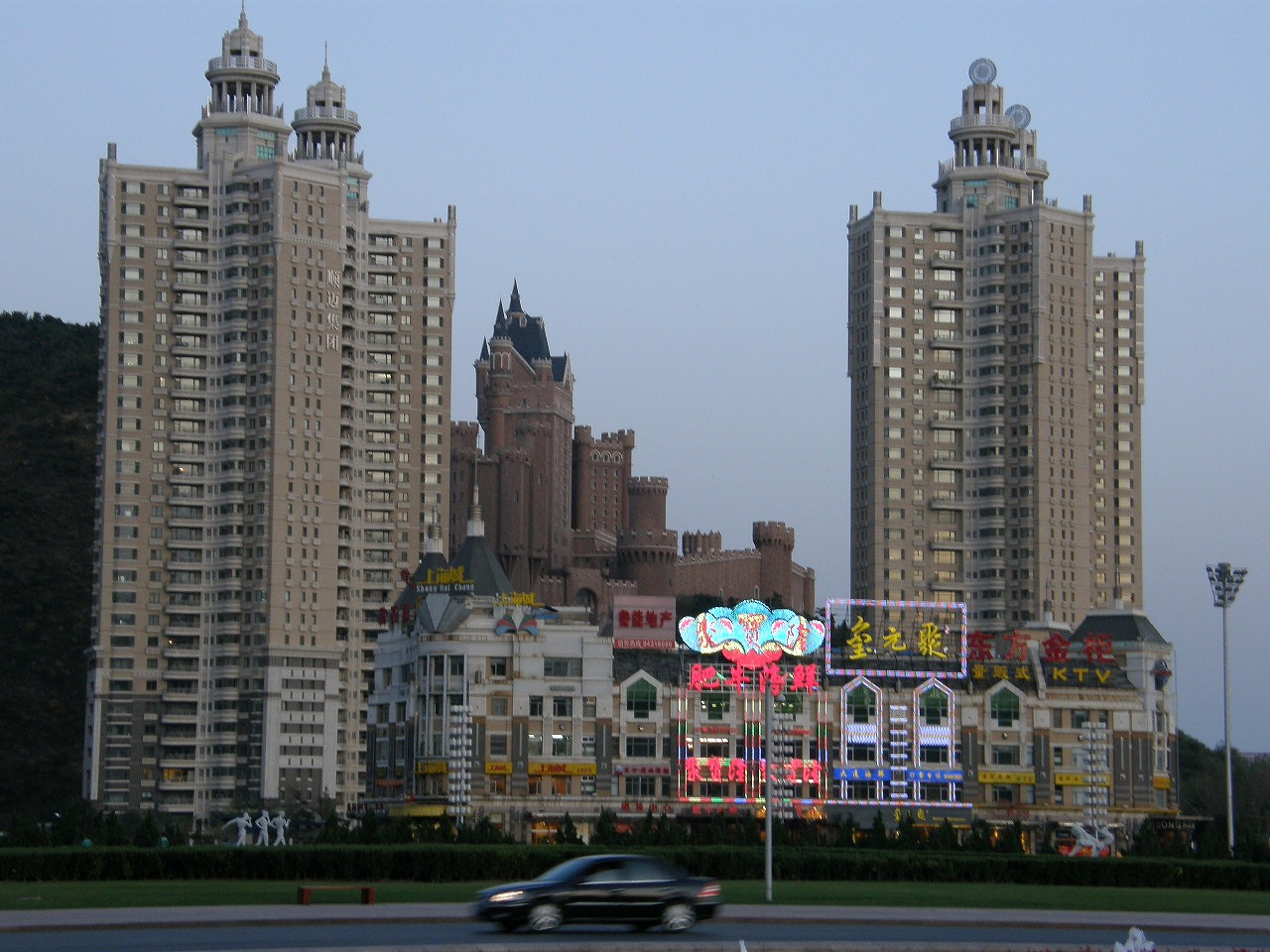
星海广场东侧
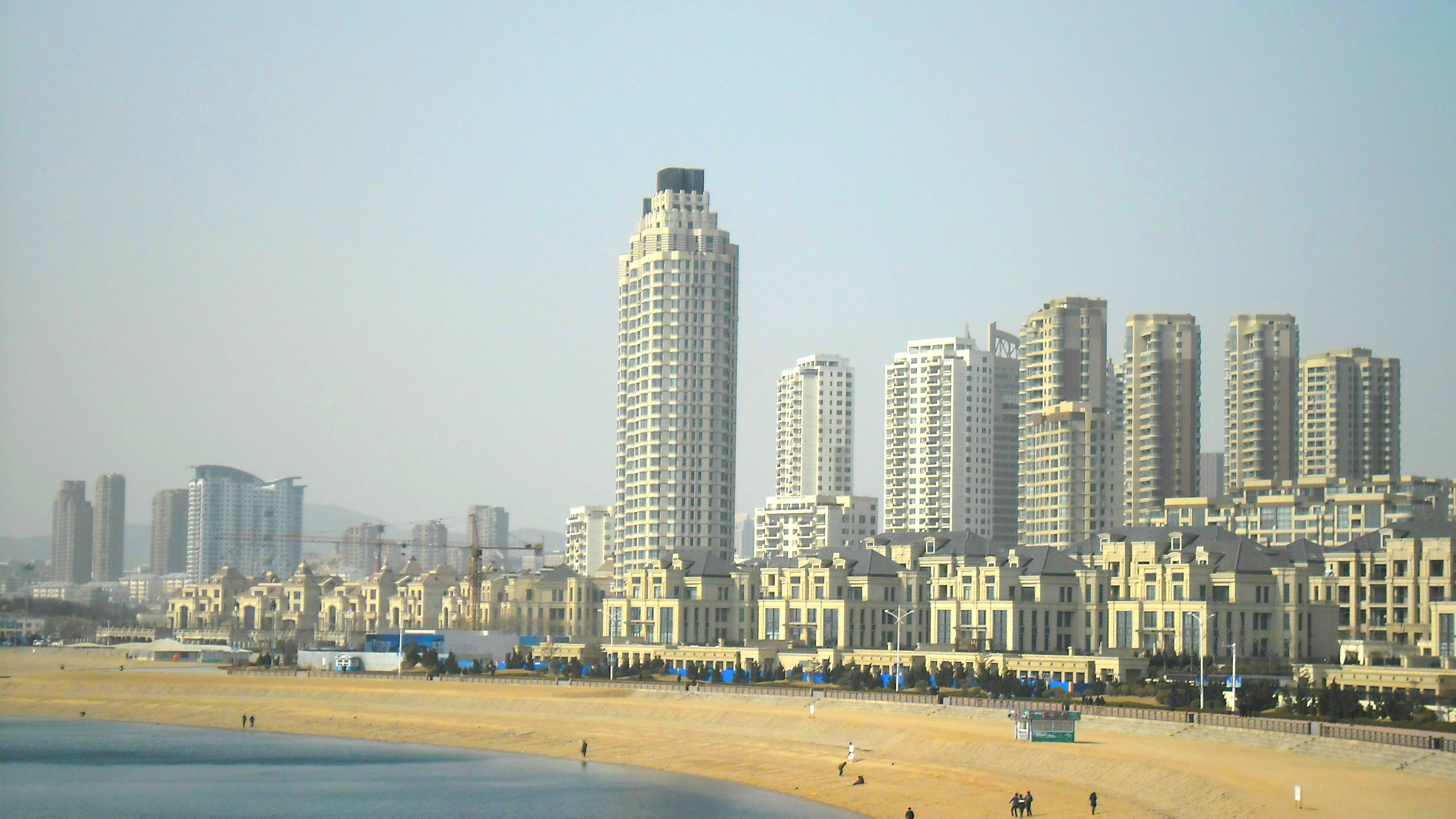
星海广场西侧
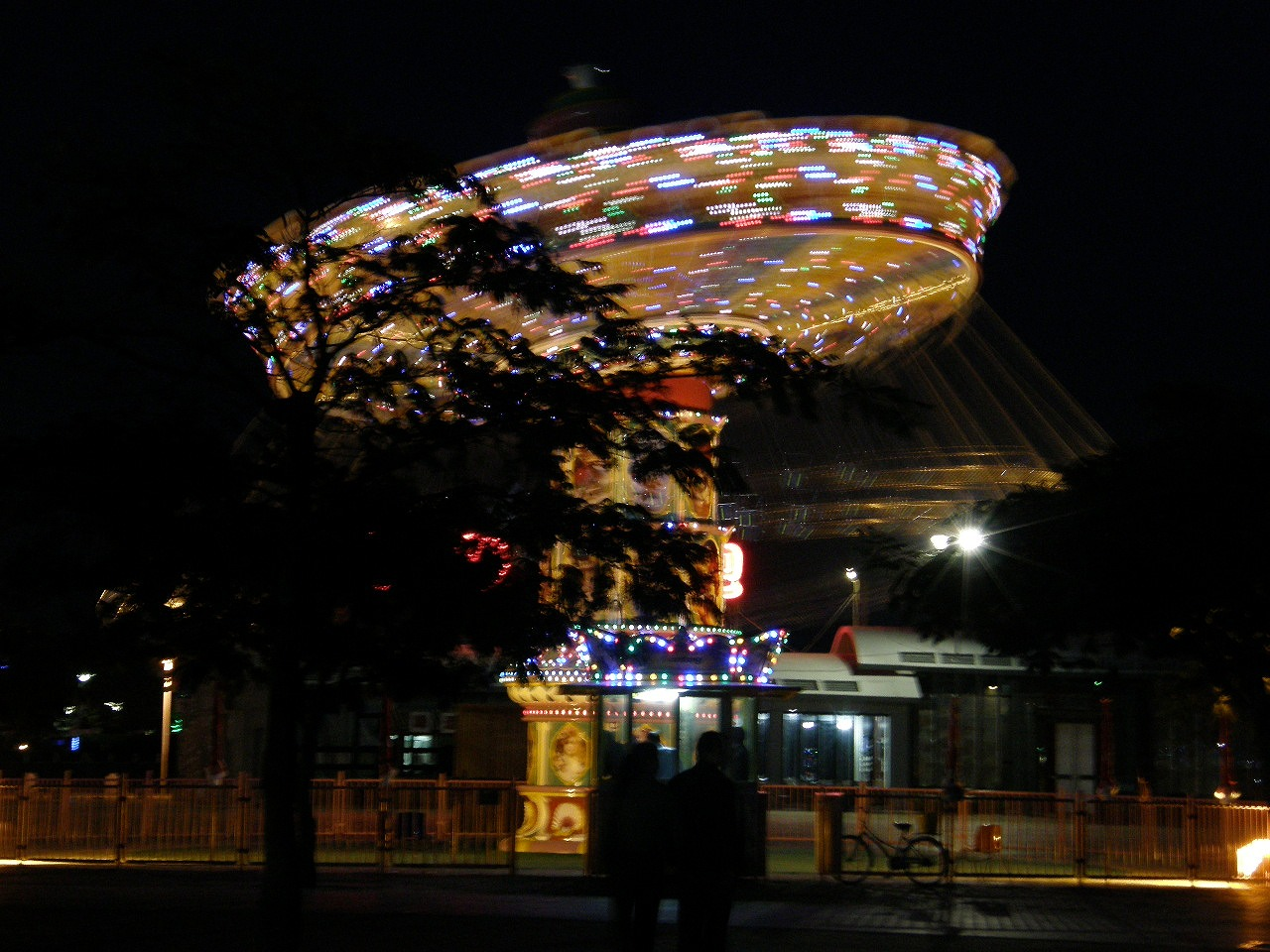
旋转秋千
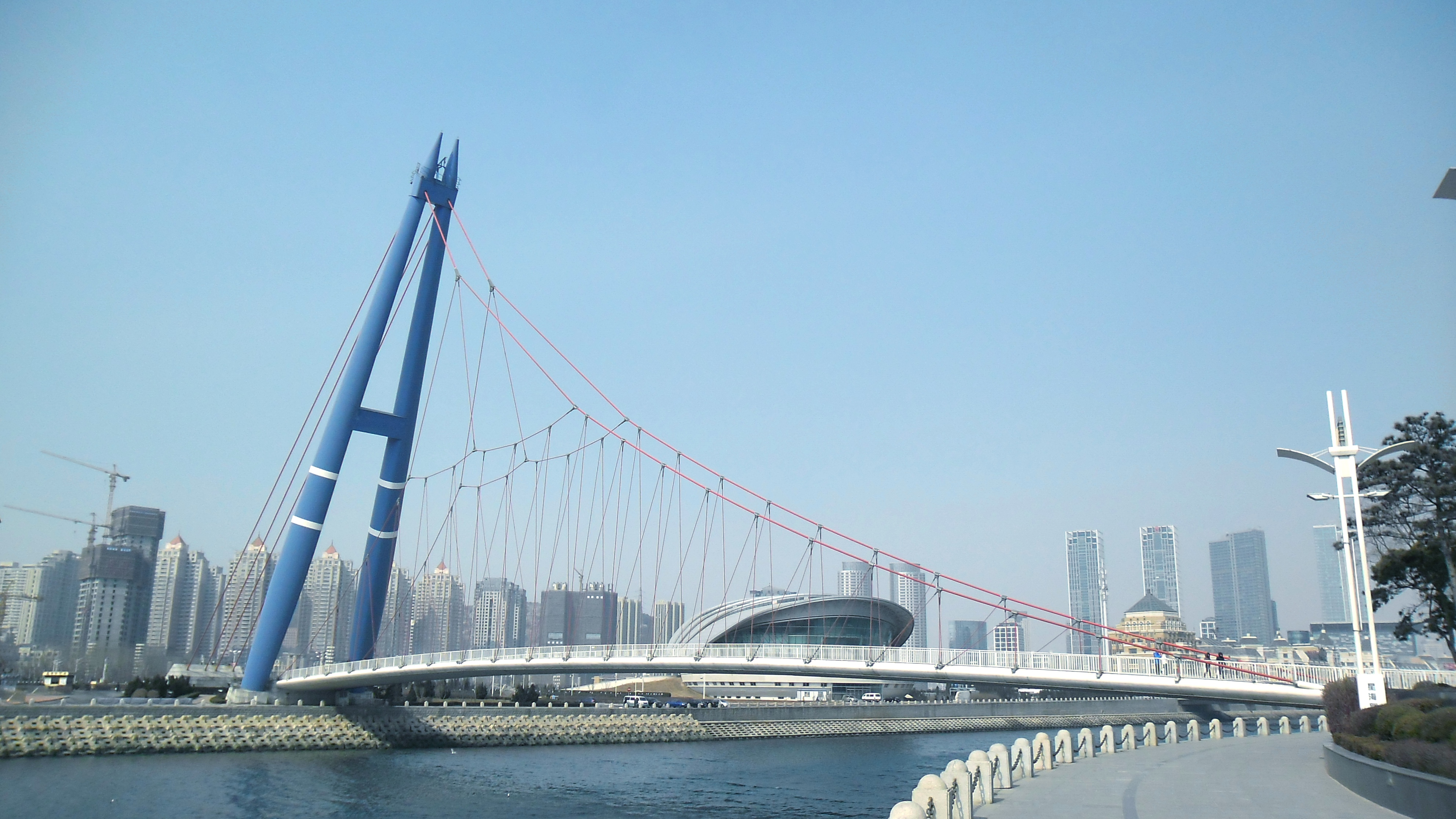
挑月桥
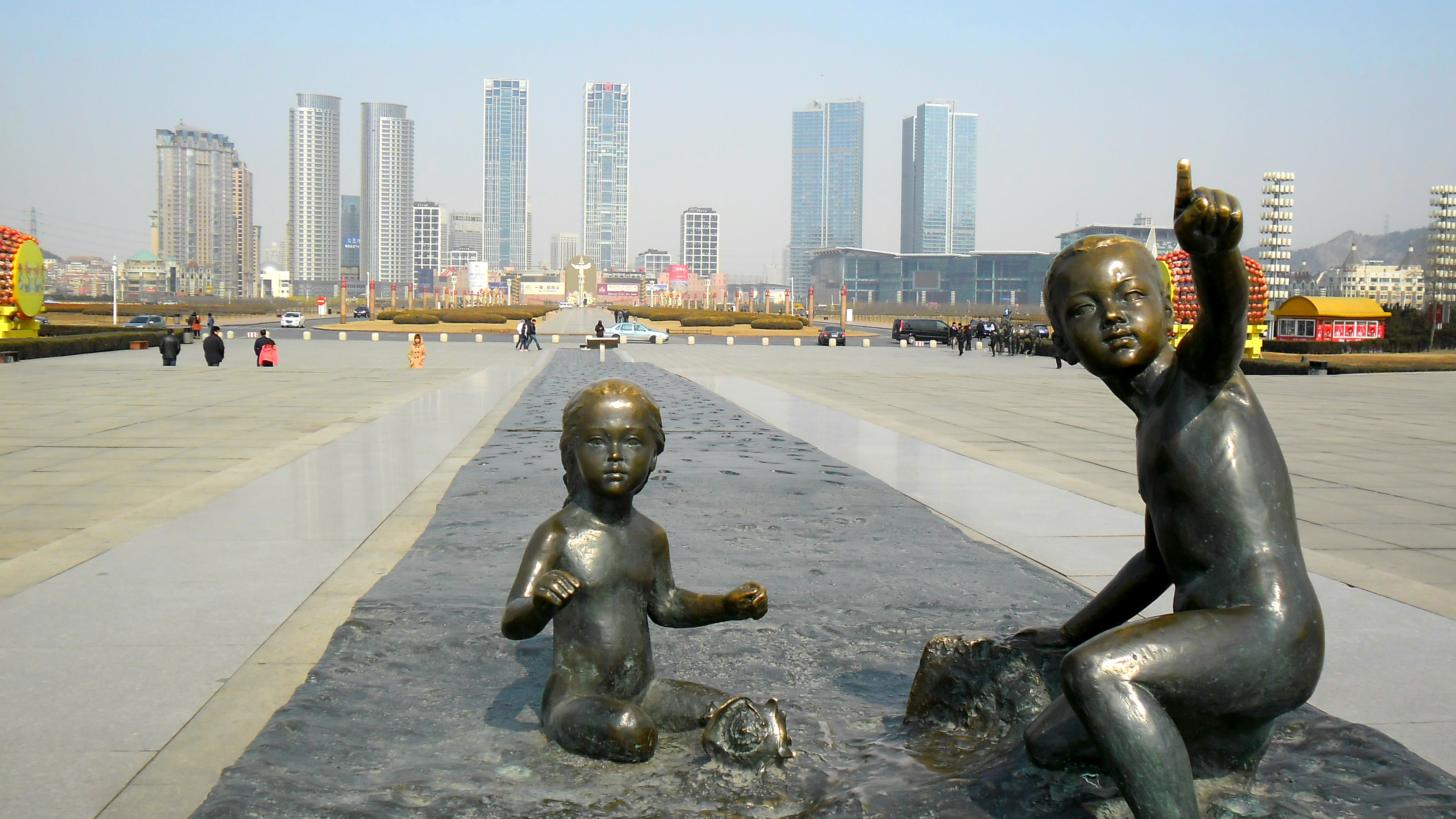
百年城雕塑像
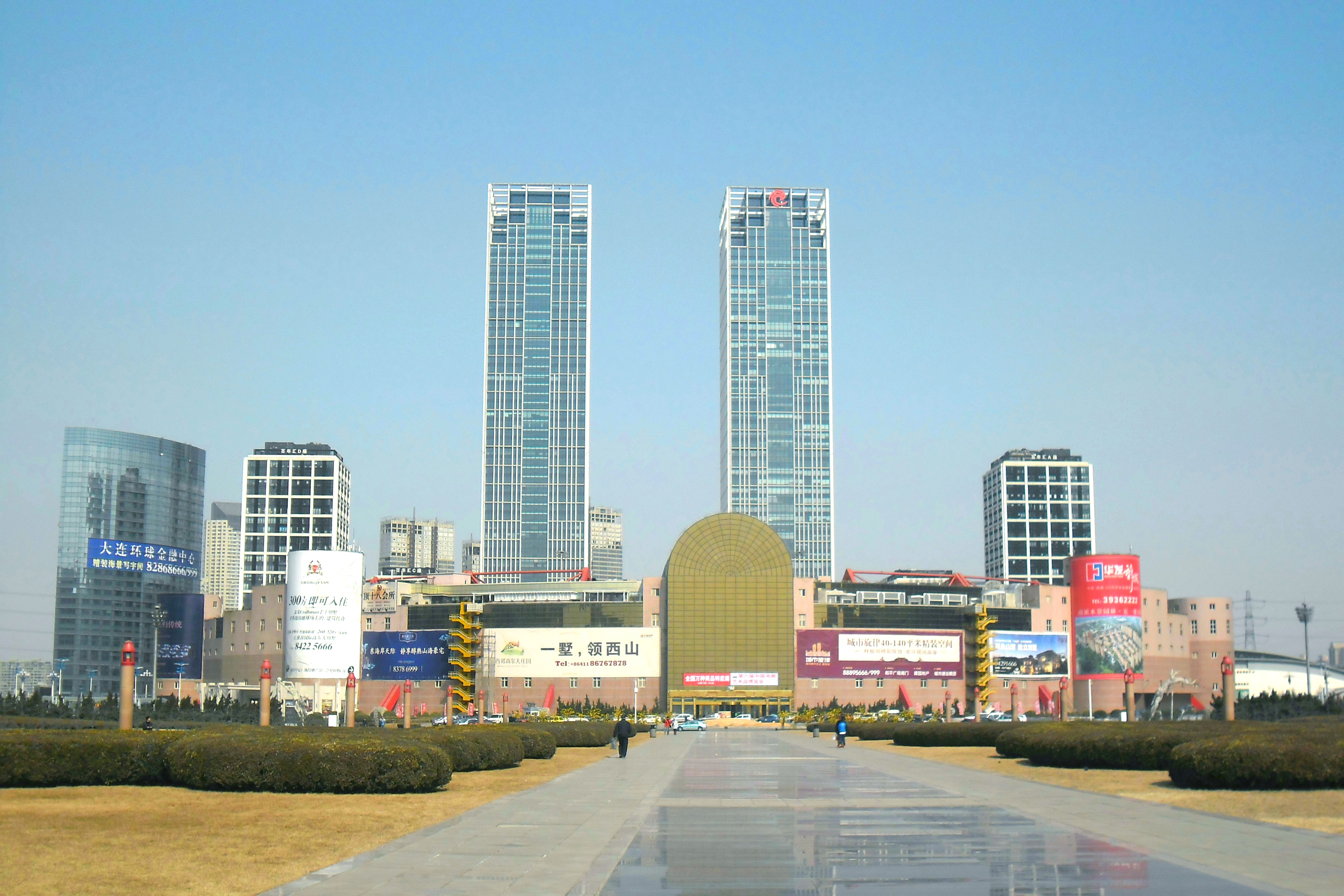
大连星海会展中心（已部分拆除）
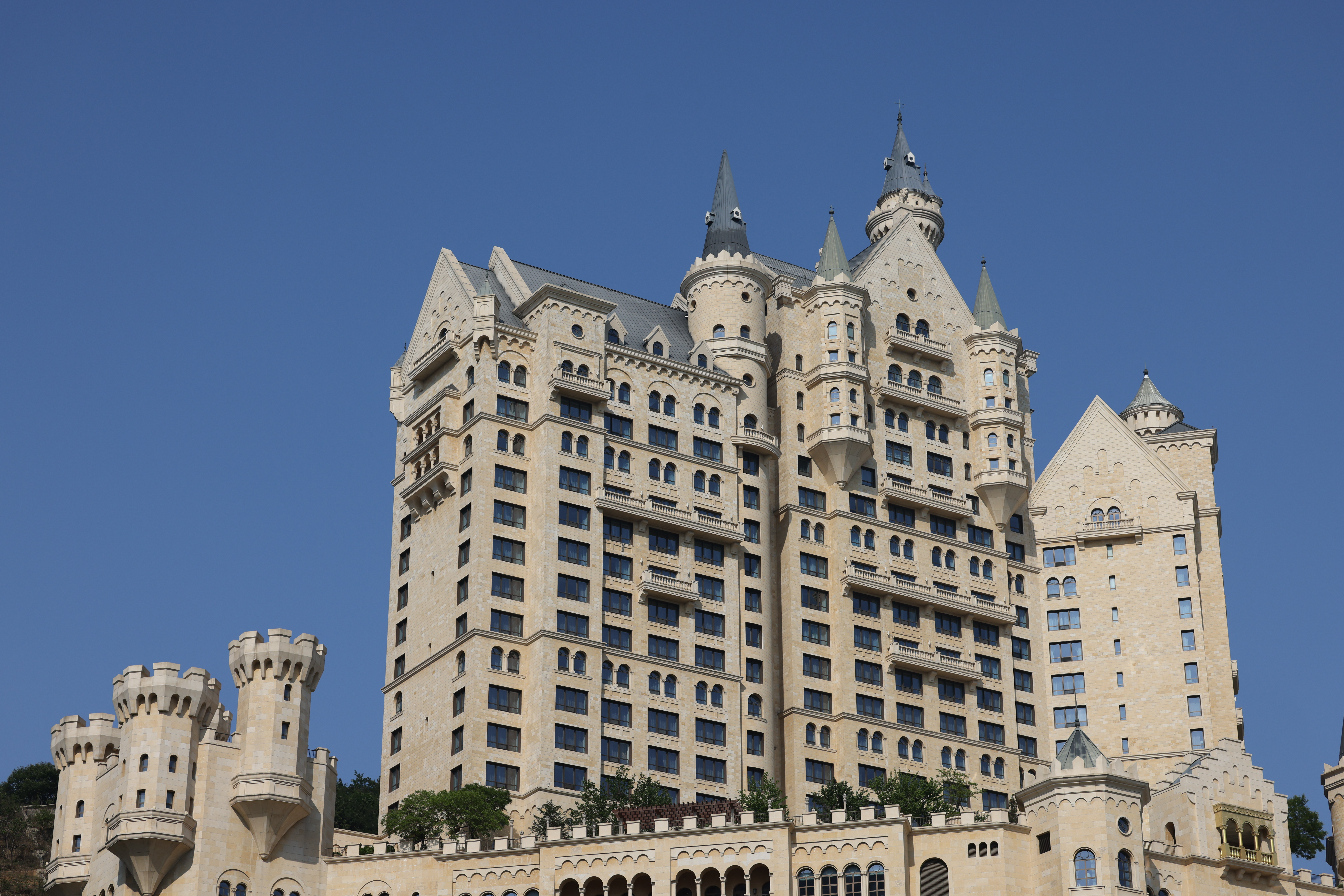
一方城堡豪华精选酒店